# Scoțieni

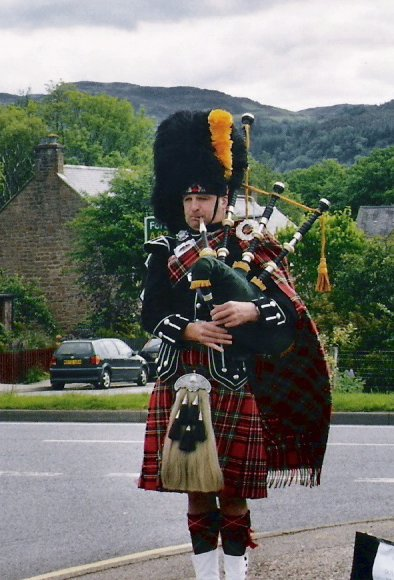
Un scoțian îmbrăcat tradițional în kilt, cu cimpoi, lângă Fortul Augustus aflat pe marginea lacului Loch Ness.

Scoțienii (galeză: Albannaich) sunt o națiune sau un grup etnic al nativilor în Scoția. Istoric ei s-au format dintr-un amestec al picților și galezilor, încorporându-i pe vecinii briți de la sud ca și pe invadatorii germani cum ar fi anglii, saxonii și nordicii.
Datorită mai multor factori, cum ar fi încorporarea scoțienilor în cadrul Regatului Unit, declinul industrial sau șomajul, scoțienii se găsesc în număr mare și în afara Scoției, în alte țări ale lumii. Populații mari de scoțieni se găsesc în America de Nord, America de Sud, Australia și Noua Zeelandă.
Se găsesc în număr mare în Statele Unite ale Americii și în Canada, unde și-au dus cu ei limba și cultura.
Distribuția scoțienilor este eterogenă: în zona centrală (zona industrializată Glasgow-Edinburgh) densitatea populației este de circa 700 locuitori/km², pe când în Highland (regiunile deluroase) de doar 2 locuitori/km².

## Scoțieni celebrități
- John Logie Baird (inventator-televiziune)
- Alexander Graham Bell (inventator-telefon)
- Tony Blair (politician)
- Billy Boyd (actor)
- Gordon Brown (politician)
- Des Browne (politician)
- Jack Bruce (muzician)
- Robert Burns (poet)
- Gerard Butler (actor)
- Menzies Campbell (politician)
- Robert Carlyle (actor)
- James Chalmers
- Robbie Coltrane (actor)
- Sean Connery (actor)
- David Coulthard (pilot de Formula 1)
- Kenny Dalglish (fost fotbalist, manager al echipei Liverpool)
- Arthur Conan Doyle (scriitor romane polițiste)
- Alex Ferguson (fost fotbalist, manager de fotbal)
- Barry Ferguson (fotbalist)
- Niall Ferguson (istoric)
- Darren Fletcher (fotbalist)
- Alexander Fleming (cercetător, inventatorul penicilinei)
- Christopher Harvie (istoric)
- Alexander Hume (poet)
- David Hume (filozof, istoric, economist și eseist)
- James Hutton (geolog, naturalist, medic)
- Jakob I.
- Alan Johnston
- Mark Knopfler (muzician vocalistul, chitaristul și compozitorul formației Dire Straits)
- Andrew Bonar Law (politician)
- Annie Lennox (muzician)
- Charles Macintosh (chimist, inventatorul țesutului impermeabil)
- Shaun Maloney (fotbalist)
- Allan Massie jurnalist, romancier
- James Clerk Maxwell (fizician-electrotehnică)
- Amy MacDonald (muzician)
- Amy MacDonald (romancier american)
- John Loudon McAdam (inginer)
- Paul McGillion (actor)
- Ewan McGregor (actor)
- Colin McRae
- Finlay Mickel (fost schior)
- David Millar (ciclist)
- Kenny Miller
- Brian Molko (muzician-compozitorul, solistul și chitaristul trupei Placebo)
- Colin Montgomerie
- Andy Murray (jucător de tenis)
- John Napier (matematician, fizician și astronom)
- William Ramsay Chimist, laureat al Premiului Nobel)
- Ian Rankin (scriitor de romane polițiste)
- Ian McDiarmid (actor de teatru)
- George Reid (pictor)
- John Reid (politician)
- Robert the Bruce
- Rob Roy
- Alex Salmond politician)
- Sir Walter Scott (scriitor)
- Tommy Sheridan (politician)
- Adam Smith (economist, om politic și filozof)
- John Smith (politician)
- Walter Smith (manager fotbal)
- Robert Louis Stevenson (poet și romancier)
- Jackie Stewart (pilot de Formula 1)
- David Steel (politician)
- James Stirling (arhitect)
- James Stirling (matematician)
- Charles Edward Stuart (Bonnie Prince Charlie) (pretendent iacobit la tronul Angliei)
- Maria Stuart (regină)
- Stuart Sutcliffe (muzician-primul basist al The Beatles)
- David Tennant (actor)
- Midge Ure (muzician)
- William Wallace (rebel)
- Marc Warren
- James Watt (matematician, inventator, inginer)
- Roy Williamson (muzician și compozitor, cel mai notabil pentru The Corries)
- Angus Young (chitarist și compozitor al formației AC/DC)